# Seddera semhaensis
Seddera semhaensis är en vindeväxtart som beskrevs av Robert Reid Mill. Seddera semhaensis ingår i släktet Seddera och familjen vindeväxter. Inga underarter finns listade i Catalogue of Life.